# Melanie Straub
Melanie Straub (* 1976 in Waiblingen) ist eine deutsche Schauspielerin.

## Leben
Straub, in der Nähe von Stuttgart geboren, wollte schon als Kind Schauspielerin werden. Für das Schauspiel fühlte sie sich jedoch anfangs zu schüchtern und begann mit Pantomime. Auf Drängen ihrer Eltern machte sie nach ihrem Abitur zunächst eine Ausbildung zur Physiotherapeutin. Anschließend arbeitete sie ungefähr ein Jahr lang in einer psychiatrischen Einrichtung, wo sie eine Theatergruppe mit Suchtkranken leitete. Nach einem erfolgreichen Vorsprechen, bei dem sie sofort angenommen wurde, absolvierte sie von 2000 bis 2003/04 ihre Schauspielausbildung an der Hochschule für Schauspielkunst „Ernst Busch“ in Berlin. 2004 erhielt sie für ihre Mitwirkung als Großfürstin in der bat-Studio-Inszenierung von Albert Camus’ Die Gerechten den Ensemblepreis beim 14. Theatertreffen Deutschsprachiger Schauspielstudierender in Graz.
Nach ihrem Abschluss erhielt sie ihr erstes Engagement und war seit Anfang 2004 festes Ensemblemitglied am Schauspiel Magdeburg. Nach Magdeburg war sie von dem Regisseur und Magdeburger Intendanten Tobias Wellemeyer geholt worden. 2006 wurde sie mit dem Förderpreis für junge Künstler am Theater Magdeburg ausgezeichnet. Zu ihren großen Theaterrollen dort gehörten die Effi Briest (Regie: Matthias Brenner), Heavenly Finney in Süßer Vogel Jugend (Regie: Tobias Wellemeyer), Lady Macbeth in Macbeth (Regie: Sebastian Hartmann), Julie in Liliom (Regie: Angelika Waller) und die Titelrollen in Maria Stuart (Regie: Katka Schroth), Iphigenie auf Tauris (Regie: Annette Pullen) und Emilia Galotti (Regie: Andreas Kriegenburg).
2010 erhielt sie den Otto-Kasten-Preis für junge Theaterkünstler.
Ab der Spielzeit 2009/10 war Melanie Straub bis zum Ende der Spielzeit 2016/17 festes Ensemblemitglied am Hans Otto Theater in Potsdam. Wellemeyer hatte sie nach seinem Wechsel nach Potsdam ebenfalls dorthin engagiert. Dort spielte sie  u. a. Blanche Dubois in Endstation Sehnsucht, Manuela Rosenberg in der deutschsprachigen Erstaufführung von Das Schlangenei von Ingmar Bergman, Dr. Vera Hangart in der Solschenizyn-Uraufführung Krebsstation (Regie: Tobias Wellemeyer), die „mysteriöse Schönheit“ Gräfin Doralice in der Uraufführung von Eduard von Keyserlings Wellen, Katharina in Der Widerspenstigen Zähmung, die „durchgeknallte“ Carol Cutrere in Orpheus steigt herab von Tennessee Williams (Regie: Elias Perrig) und Aurelie in Komödie der Verführung von Arthur Schnitzler (Regie: Tobias Wellemeyer).
2014 spielte sie am Hans Otto Theater die Anja Ranjewskaja in der Uraufführung von Kirschgarten – Die Rückkehr von John von Düffel, ein Remake des Tschechow-Stücks. 2015 erhielt sie den Potsdamer Theaterpreis. In der Spielzeit 2015/16 trat sie am Hans Otto Theater in Potsdam u. a. als Olga in Tschechows Drei Schwestern auf. In der Spielzeit 2016/17 verkörpert sie die Rolle der Vera, die Ehefrau des Vergewaltigers Chuck, die für die Hauptfigur Grace zunächst eine Freundin, und später dann eine Verräterin wird, in einer Bühnenfassung des Films Dogville von Lars von Trier.
In der Spielzeit 2017/18 gastierte sie am Schauspiel Frankfurt in der Uraufführungsproduktion Das Ministerium der verlorenen Züge (Regie: Viktor Bodó) sowie neben Heidi Ecks und Anton Weil in dem Whodunit-Krimistück Der alte Schinken.
Straub war auch in einigen Film- und Fernsehrollen zu sehen. In dem ZDF-Film Willkommen auf dem Land (2013) mit Senta Berger und Günther Maria Halmer in den Hauptrollen, war sie Senta Bergers alleinerziehende Stieftochter mit Drogenvergangenheit. In dem Fernsehfilm Neufeld, mitkommen! (2014) von Regisseur Tim Trageser spielte sie, an der Seite von Christina Große, die Lehrerin Frau Schild.
In dem Kinofilm Hedi Schneider steckt fest, der im Februar 2015 bei den 65. Internationalen Filmfestspielen Berlin in der Sektion „Forum“ seine Premiere hatte, spielte sie die gehörlose Viviane. In dem Kinofilm Als wir träumten, der ebenfalls im Februar 2015 bei den 65. Internationalen Filmfestspielen Berlin uraufgeführt wurde, spielte sie die Mutter des Jugendlichen Dani (Merlin Rose).
Im Februar 2016 war Straub in der ZDF-Krimiserie SOKO Wismar in einer Episodenhauptrolle zu sehen; sie spielte, an der Seite von Peter Becker, die vermeintlich schwerkranke Svenja Harthof, die Ehefrau eines Bestattungsunternehmers. In dem ZDF-Fernsehfilm Brief an mein Leben, der im April 2016 erstausgestrahlt wurde, verkörperte sie die an Magersucht leidende Patientin Sarah Döring, über die am Ende des Films erzählt wird, sie habe sich von ihrem Mann getrennt, sei aber dauerhaft krankgeschrieben. In der 5-teiligen ZDF-Krimiserie Die Protokollantin (2018) mit Iris Berben als Titelfigur spielte Straub in einer Episodenrolle die Mutter eines verschwundenen Mädchens, das sexuell missbraucht wurde.
Straub ist mit ihrem Schauspielkollegen Wolfgang Vogler verheiratet, der am Schauspiel Frankfurt engagiert ist, und Mutter von zwei Kindern.

## Filmografie (Auswahl)
- 2013: Willkommen auf dem Land (Fernsehfilm)
- 2014: Histeria (Kurzfilm)
- 2014: Neufeld, mitkommen! (Fernsehfilm)
- 2015: Tatort: Der Irre Iwan (Fernsehreihe)
- 2015: Hedi Schneider steckt fest (Kinofilm)
- 2015: Als wir träumten (Kinofilm)
- 2015: Brief an mein Leben (Fernsehfilm)[10]
- 2016: SOKO Wismar (Fernsehserie; Folge: Tödliche Diagnose)
- 2017: Babylon Berlin (Fernsehserie)
- 2018: Die Protokollantin (Fernsehserie)
- 2019: Systemsprenger (Kinofilm)
- 2020: Tatort: Niemals ohne mich (Fernsehreihe)
- 2022: Die Känguru-Verschwörung (Kinofilm)
- 2023: Tatort: Aus dem Dunkel (Fernsehreihe)
- 2024: Tatort: Es grünt so grün, wenn Frankfurts Berge blüh’n (Fernsehreihe)
- 2024: Tatort: Murot und das 1000-jährige Reich (Fernsehreihe)